# Cecil Meekings
Cecil Anthony Francis Meekings, OBE, FSA (* 14. August 1914 in Fulham; † 20. Januar 1977) war ein britischer Archivar und Historiker.

## Biografie
Meekings besuchte die Latymer Upper School, eine Public School in Hammersmith. Anschließend studierte er Geschichte am Jesus College der Universität von Cambridge. Sein Studium schloss er als Master of Arts ab. Während des Zweiten Weltkriegs diente er ab 1939 als Offizier der British Army in Ostafrika. Nach Kriegsende war er als Archives Officer der britischen Kontrollkommission in Deutschland eingesetzt. Dabei setzte er sich für den Erhalt und Fortbestand der Archive in der britischen Besatzungszone und für die Zusammenarbeit der Archivare in den drei westlichen Besatzungszonen ein. Im Dezember 1946 war er an der Gründung des Vereins Deutscher Archivare in Bünde beteiligt. Ende 1947 schied er im Rang eines Majors aus der Armee aus und trat als Assistant Keeper in den Dienst des Public Record Office in London. Dort war er seit 1953 als Bibliothekar tätig. In dieser Funktion stellte er das Katalogsystems des Amtes um. 1974 trat er in den Ruhestand.

## Wissenschaftliche Tätigkeit
Vor dem Zweiten Weltkrieg arbeitete Meekings an Veröffentlichungen über die in der zweiten Hälfte des 17. Jahrhunderts in England erhobene Herdsteuer. Nachdem er sein Amt im Public Record Office angetreten hatte, arbeitete er zunächst weiter an Veröffentlichungen zur Herdsteuer. Durch seine Arbeit hatte er Zugriff auf umfangreiches Archivmaterial. Zum Schwerpunkt seiner Arbeit wurde schließlich die englische Rechtsgeschichte des 13. Jahrhunderts, unter anderem zur Entstehung des Court of Common Bench und des Court of King’s Bench während der Herrschaft von König Heinrich III. Dabei erstellte er zahlreiche Biografien der an den Gerichtshöfen tätigen Richter. Allerdings arbeitete er sehr kritisch und versuchte, alle zugänglichen Quellen für seine Veröffentlichungen auszuschöpfen. Dies erklärt, warum er bis zu seinem Tod nur relativ wenige Aufsätze veröffentlichte. Dennoch galt er zu Lebzeiten als führender Fachmann für die Geschichte der mittelalterlichen Gerichtshöfe in England. Er fühlte sich zeitlebens seiner Heimat London und dazu dem County Surrey verbunden, weshalb er diese Regionen in seinen Arbeiten und Veröffentlichungen besonders berücksichtigte. Für seine Forschungen wurde er 1973 mit dem Orden des Officer of the British Empire ausgezeichnet. Bei seinem Tod hinterließ er zahlreiche unvollendete Manuskripte und Aufsätze, von denen ein Teil unter anderem von der Selden Society veröffentlicht wurde. Seine Aufzeichnungen und Manuskripte befinden sich in den National Archives in Kew.